# عملیات کرمانشاه
عملیات کرمانشاه (روسی: Керманшахская операция) عملیات تهاجمی واحدهای سپاه اول سواره‌نظام قفقاز روسیه در غرب ایران از فوریه تا مارس ۱۹۱۶ در جریان لشکرکشی ایران در جنگ جهانی اول بود.

## پیش‌زمینه
در تاریخ ۴ تا ۳۰ دسامبر ۱۹۱۵، عملیاتی در گیلان بر ضد شورشیان جنگلی میرزا کوچک خان انجام شد که با حملات همزمان از چند طرف در شرایط سخت کوهستانی و جنگل‌های پوشیده از برف، شورشیان شکست خوردند و برای مدتی فعالیت آن‌ها را در گیلان ضعیف کرد. در اواسط ژانویه ۱۹۱۶ نیروهای عثمانی حدود ۲۱ هزار نفر تخمین زده شدند: ۲۰۰۰ نفر در اقبالیه، ۴۰۰۰ نفر در اصفهان و ۶۰۰۰ نفر در سنندج، همدان و کرمانشاه. در ۱۹ ژانویه، هنگ یکم گورسکو-مزدوک سلطان‌آباد را اشغال کرد. نیروهای عثمانی به کرمانشاه و بروجرد عقب‌نشینی کردند. کنسول آلمان روهنر قبل از فرار مقدار قابل توجهی سلاح بین مردم توزیع کرد. در ۴ فوریه، سرهنگ استوپچانسکی با چهارصد و دو اسلحه حمله به بروجرد را آغاز کرد، اما به آرامی پیشرفت می‌کرد، زیرا نیروها باید از میان برف عمیق عبور می‌کردند.
در ۲۵ دسامبر، واحدهای سپاه اسدآباد، یک دسته از مرزبانان سرهنگ بارون مدم و واحدهای لشکر اول قزاق قفقاز در سمت کنگاور جنگیدند و در ۱۳ ژانویه کنگاور را از عثمانی‌ها گرفتند. لشکر سواره نظام قفقاز و هنگ‌های پیاده مرزی دوم و چهارم قفقاز به عنوان نیروی کمکی به سوی ژنرال باراتوف اعزام شدند. در نتیجه تا فوریه ۱۹۱۶ سپاه متشکل از ۱۴ هزار نفر و با ۳۸ اسلحه در جهت کرمانشاه متمرکز شد.

## فتح کرمانشاه توسط عثمانیان
در منطقه بغداد، ارتش ششم تشکیل شد که فرمانده آن در ۶ دسامبر، فیلد مارشال فون در گلتز پاشا منصوب شد. هدف اصلی او نبرد با ارتش انگلیس در میان رودان بود، اما به او دستور داده شد که در کرمانشاه علیه روس‌ها وارد عمل شود و نیروهای مستقر در آنجا را تابع کند. فون در گولتز کار خود را در مورد استخدام نیروهای ایرانی و استفاده از ژاندارم‌های ایرانی به رهبری افسران سوئدی شدت بخشید. در راس حامیان آلمانی-عثمانی، نظام‌السلطنه، فرماندار سابق لرستان قرار داشت که قبل از تصرف روس‌ها از قم گریخت. نیروهای طرفدار آلمان به کرمانشاه (۱۲۰ کیلومتری جنوب غربی همدان) هجوم آوردند که به مرکز اصلی نفوذ آلمان-عثمانی تبدیل شده بود. ذخایر نظامی بزرگی در شهر ساخته شد و نیروهای زیادی به اندازه حدود ۲۰ هزار نفر تشکیل شد.
در همین حال ژنرال براتوف با ۲۰ هزار سرباز برای فتح استرآباد در ابتدا سردار رفیع یانسری را شکست داد. اما پس از فتح کرمانشاه توسط نیروهای عثمانی، ژنرال براتوف به همراه نیمی از لشکریانش برای فتح مناطق از دست رفته رفتند و سردار رفیع نیروهای روسیه باقی‌مانده را در استرآباد شکست داد.

## حمله به کرمانشاه
در بهمن ماه، یگان‌هایی از سپاه همدان به کرمانشاه حمله کردند. نیروهای دشمن شامل ۲۵۰۰ عثمانی، عشایر لرها و بختیاری، بقایای گروهان امیر حکمت شکست‌خورده در رباط کریم و ژاندارم‌ها بودند. در جناح حمله، پس از یک سری نبردهای موفق، مدافعان در ۸ فوریه به منطقه نهاوند عقب رانده شدند از شمال، هجوم سپاه براتوف توسط گروه وان-آذربایجان پوشش داده شد.
نیروهای اصلی در امتداد جاده اصلی حرکت کردند و بر مقاومت سرسختانه دشمن که از هر روستا دفاع می‌کرد غلبه کردند. در ۲۲ فوریه، یگان‌های سپاه خط پدافندی صحنه را شکستند و نیروی کوچکی از پیاده‌نظام عثمانی را به عقب راندند و در ۲۴ فوریه بیستون را اشغال کردند. در ۵ بهمن، نیروها در حالی که دشمن شهر را رها کرده بود وارد کرمانشاه شدند. عثمانیان اسیر شده سربازان هنگ اول قسطنطنیه از لشکر ۲۱ پیاده‌نظام بودند. ۷ قبضه اسلحه، ۸ مسلسل و تدارکات از اردوگاه عثمانی به عنوان غنیمت برده شد. برای تثبیت در منطقه کرمانشاه، یگان‌های سپاه با نبرد در اول مارس سنندج و در ۱۲ اسفند بیجار را اشغال کردند و عثمانی‌ها را حتی بیشتر به سمت غرب هل دادند. در همین زمان بروجرد از سمت شرق اشغال شد.

## پیامد
در عملیات کرمانشاه ۸ قبضه اسلحه، ۱۷۰۰ گلوله، ۱٫۵ میلیون فشنگ تفنگ کالیبر بزرگ و ۱۰۰ پوند فشنگ تفنگ کوچک، تعداد زیادی بمب دستی و مواد منفجره به دست آمد. اطلاعات گزارش داد که آلمانی‌ها در حال انجام آزمایش‌های ناموفق در استفاده از دستگاه‌های گاز پک بودند که قرار بود در دفاع از کرمانشاه استفاده شود. در نتیجه عملیات تهاجمی، نیروها در عرض دو ماه و نیم قلمرو عظیمی به عرض ۸۰۰ مایل در امتداد جبهه و به همان عمق را اشغال کرد. یک لشکر در منطقه کرمانشاه قرار داشت و دیگری در عقب و در همدان و قزوین باقی ماند. ۱۹ مارس هنگ زاپوروژیه، اصفهان را تصرف کرد.